# Sean Astin
Sean Patrick Astin (született Duke; Santa Monica, Kalifornia, 1971. február 25. –) amerikai filmszínész, filmrendező és producer.
Legismertebb alakítását a Gyűrűk Ura című filmsorozatban nyújtotta, ahol az egyik főszereplőt, Csavardi Samut formálta meg.

## Fiatalkora
Sean Patrick Duke néven született a kaliforniai Santa Monicában Patty Duke színésznő gyermekeként. Korábban Desi Arnaz, Jr. színész-zenészt vélték a biológiai apjának. 1994-ben Astin megtudta, hogy valódi édesapja Michael Tell újságíró és zenei promóter.
Michael Tell és Patty Duke házasságát röviddel az 1972-ben John Astin színésszel kötött esküvőjük után érvénytelenítették, aki örökbe fogadta Seant. 1973-ban megszületett Sean féltestvére, Mackenzie Astin, aki szintén színészi pályára lépett. Habár Patty Duke és John Astin 1985-ben elváltak, Sean mindig Johnt tekintette az igazi apjának.

## Pályafutása

### Az első szerepek
Astin első szerepét 1981-ben kapta a Please Don't Hit Me, Mom című tévéfilmben, ahol egy kisfiút játszott. Filmbéli édesanyját Patty Duke alakította. Első valódi moziszerepét 1985-ben játszotta 14 évesen a Kincsvadászok című kalandfilmben.
Ezt követően több filmben is szerepet kapott, többek közt a The B.R.A.T. Patrol című vígjátékban, Nia Long, Tim Thomerson és Brian Keith mellett, továbbá az Apja fia (1987), A rózsák háborúja (1989), a második világháborúról szóló Memphis Belle (1990), A terror iskolája (1991), a Kőbunkó (1992), valamint a Rudy Ruettigerről szóló Mindent a győzelemért! (1993) című filmekben – utóbbiban ő alakította a címszereplőt.
1994-ben Astin rendezőként és feleségével, Christine Astinnal producerként dolgozott a Kangaroo Court című rövidfilmen, amely Oscar-díj-jelölést is kapott Legjobb rövidfilm kategóriában. Astin az 1990-es évek további részében is számos filmben szerepelt, ezek közé tartozik a Harrison Bergeron (1995) vagy az öbölháborúról szóló A bátrak igazsága (1996).

## Magánélete
1992. július 11-én vette feleségül Christine Harrellt. Három lányuk született: Alexandra (1996), Elizabeth (2002) és Isabella (2005). Mindhárman középső névként a Louise nevet viselik. Felesége 1984-ben elnyerte a Miss Indiana Teen USA címet.
Astinnak van egy tetoválása a bokáján, ami a "kilenc" szót ábrázolja tengwar betűkkel, így emlékezve a Gyűrűk Ura-beli szerepléséről. A Gyűrű Szövetségének többi tagja (Elijah Wood, Sean Bean, Billy Boyd, Ian McKellen, Dominic Monaghan, Viggo Mortensen, Orlando Bloom) John Rhys-Davies kivételével szintén készíttetett egy ugyanilyen tetoválást.
Astin vegetáriánus. Katolikus iskolába járt, és egy ideig gyakorolta a buddhista vallást. Édesanyja katolikus, biológiai apja, Michael Tell pedig zsidó vallású.

## Filmográfia

### Film
| Év   | Magyar cím                              | Eredeti cím                                       | Szerep                                     | Magyar hang            |  |
| ---- | --------------------------------------- | ------------------------------------------------- | ------------------------------------------ | ---------------------- |  |
| 1985 | Kincsvadászok                           | The Goonies                                       | Mikey Walsh                                | Minárovits Péter       |  |
| 1987 | Apja fia                                | Like Father Like Son                              | Clarence/ Trigger                          | Weil Róbert            |  |
| 1987 | Vad vizek                               | White Water Summer                                | Alan                                       | Erdős Gergő            |  |
| 1987 | Vad vizek                               | White Water Summer                                | Alan idősebben                             | Dévai Balázs           |  |
| 1989 | Rózsák háborúja                         | The War of the Roses                              | Josh 17 évesen                             | Görög László           |  |
| 1989 | Kisvárosi vagányok                      | Staying Together                                  | Duncan McDermott                           |                        |  |
| 1990 | Memphis Belle                           | Memphis Belle                                     | Richard "Rascal" Moore őrmester            | Bartucz Attila         |  |
| 1990 |                                         | The Willies                                       | Michael                                    |                        |  |
| 1991 | A terror iskolája                       | Toy Soldiers                                      | William 'Billy' Tepper                     | Bolba Tamás            |  |
| 1991 | A terror iskolája                       | Toy Soldiers                                      | William 'Billy' Tepper                     | Szokol Péter           |  |
| 1992 | Bárhol ér a reggel                      | Where the Day Takes You                           | Greg                                       |                        |  |
| 1992 | Kőbunkó                                 | Encino Man                                        | Dave Morgan                                | Csonka András          |  |
| 1993 | Mindent a győzelemért!                  | Rudy                                              | Daniel Ruettiger                           | Őze Áron               |  |
| 1994 | Halálhírre várva                        | Safe Passage                                      | Izzy Singer                                | Holl Nándor            |  |
| 1994 | Teresa tetoválása                       | Teresa's Tattoo                                   | mostohatestvér                             | Szokol Péter           |  |
| 1995 |                                         | The Low Life                                      | Andrew                                     |                        |  |
| 1996 | A bátrak igazsága                       | Courage Under Fire                                | Patella                                    | Szűcs Sándor           |  |
| 1998 | Kész képregény                          | Boy Meets Girl                                    | Mike                                       | Seszták Szabolcs       |  |
| 1998 | Nyomd a sódert!                         | Bulworth                                          | Gary                                       |                        |  |
| 1999 | Kritikus helyzet                        | Deterrence                                        | Ralph                                      |                        |  |
| 1999 |                                         | Kimberly                                          | Bob                                        |                        |  |
| 1999 |                                         | The Sky Is Falling                                | Mr. Schwartz                               |                        |  |
| 2000 |                                         | Dish Dogs                                         | Morgan                                     |                        |  |
| 2000 | Az utolsó producer                      | The Last Producer                                 | Bo Pomerantz                               |                        |  |
| 2000 | Tüzes jég                               | Icebreaker                                        | Matt Foster                                | Czvetkó Sándor         |  |
| 2001 | A Gyűrűk Ura: A Gyűrű Szövetsége        | The Lord of the Rings: The Fellowship of the Ring | Csavardi Samu                              | Kerekes József         |  |
| 2002 | A Gyűrűk Ura: A két torony              | The Lord of the Rings: The Two Towers             | Csavardi Samu                              | Kerekes József         |  |
| 2003 | A Gyűrűk Ura: A király visszatér        | The Lord of the Rings: The Return of the King     | Csavardi Samu                              | Kerekes József         |  |
| 2004 | Balto 3. – A változás szárnyai          | Balto III: Wings of Change                        | Kodi (hangja)                              | Seder Gábor            |  |
| 2004 | Mindörökké Elvis                        | Elvis Has Left the Building                       | Aaron                                      |                        |  |
| 2004 | Az 50 első randi                        | 50 First Dates                                    | Doug Whitmore                              | Kerekes József         |  |
| 2005 | Mosoly                                  | Smile                                             | Matthews                                   | Czvetkó Sándor         |  |
| 2005 | Szerelmes Cyrano                        | Bigger Than the Sky                               | Ken Zorbell                                |                        |  |
| 2005 | Hurok                                   | Slipstream                                        | Stuart Conway                              | Fekete Zoltán          |  |
| 2005 | Szabad egy táncra?                      | Marilyn Hotchkiss Ballroom Dancing & Charm School | Kip Kipling                                | Széles Tamás           |  |
| 2005 | Gyűrű – A rajongók ura (dokumentumfilm) | Ringers: Lord of the Fans                         | önmaga                                     |                        |  |
| 2006 | Távkapcs                                | Click                                             | Bill                                       | Kerekes József         |  |
| 2006 |                                         | Thanks to Gravity                                 | Amal edző                                  |                        |  |
| 2006 | Asterix és a vikingek                   | Asterix and the Vikings                           | Justforkix (angol hangja)                  |                        |  |
| 2007 |                                         | The Final Season                                  | Kent Stock                                 |                        |  |
| 2007 |                                         | What Love Is                                      | George                                     |                        |  |
| 2007 | Határvidék                              | Borderland                                        | Randall                                    | Holl Nándor            |  |
| 2008 | Csapatszellem                           | Forever Strong                                    | Marcus Tate                                | Pálfai Péter           |  |
| 2008 | Mesél az erdő 2. – Az erdő szelleme     | Espíritu del bosque                               | Furi (angol hangja)                        | Gáspár András[forrás?] |  |
| 2009 | Újra a gimiben                          | Stay Cool                                         | Nagylány (Big Girl)                        | Minárovits Péter       |  |
| 2009 | Alvin és a mókusok 2.                   | Alvin and the Chipmunks: The Squeakquel           | Szurikáták udvarházának Narrátora (hangja) |                        |  |
| 2011 |                                         | Demoted                                           | Mike                                       |                        |  |
| 2012 |                                         | Amazing Love: The Story of Hosea                  | Stuart                                     |                        |  |
| 2013 |                                         | The Freemason                                     | Leon Weed                                  |                        |  |
| 2014 | Az Igazság Ligája: Háború               | Justice League: War                               | Shazam (hangja)                            | Jakab Márk             |  |
| 2014 | Abu Ghraib fiai                         | Boys of Abu Ghraib                                | Tanner őrmester                            |                        |  |
| 2014 |                                         | Cabin Fever: Patient Zero                         | Porter                                     |                        |  |
| 2014 | Anyabuli                                | Moms’ Night Out                                   | Sean                                       | Dévai Balázs           |  |
| 2014 |                                         | Video Games: The Movie (dokumentumfilm)           | narrátor                                   |                        |  |
| 2014 | Breki, a békakirályfi                   | Ribbit                                            | Ribbit (angol hangja)                      |                        |  |
| 2014 |                                         | The Hero of Color City                            | Horatio (hangja)                           |                        |  |
| 2014 |                                         | The Surface                                       | Mitch                                      |                        |  |
| 2015 | Az Igazság Ligája: Atlantisz trónja     | Justice League: Throne of Atlantis                | Shazam (hangja)                            |                        |  |
| 2015 |                                         | Do You Believe?                                   | Dr. Farell                                 |                        |  |
| 2015 | A futball hite                          | Woodlawn                                          | Hank                                       | Dévai Balázs           |  |
| 2015 |                                         | Checkmate                                         | Dyson                                      |                        |  |
| 2016 | Az újrakezdés                           | The Do-Over                                       | Ted-O                                      |                        |  |
| 2016 |                                         | Range 15                                          | Grigsby                                    |                        |  |
| 2016 | Póráz nélkül                            | Unleashed                                         | Carl                                       |                        |  |
| 2017 |                                         | Bad Kids of Crestview Academy                     | Headmaster Nash                            |                        |  |
| 2017 | Mutáns mutánsok támadása                | Dead Ant                                          | Art                                        | Kerekes József         |  |
| 2017 |                                         | Espionage Tonight                                 | Sam Jacobson                               |                        |  |
| 2017 |                                         | The Lears                                         | Tom Cornwall                               |                        |  |
| 2018 |                                         | Gloria Bell                                       | Jeremy                                     |                        |  |
| 2020 |                                         | Adverse                                           | Frankie                                    |                        |  |
| 2020 |                                         | Lego DC: Shazam!: Magic and Monsters              | Shazam (hangja)                            |                        |  |
| 2021 |                                         | Hero Mode                                         | Shazam (hangja)                            | Jimmy                  |  |
| 2021 |                                         | Charming the Hearts of Men                        | George                                     |                        |  |
| 2023 |                                         | The AD-X2 Controversy                             | önmaga                                     |                        |  |
| 2023 |                                         | iMordecai                                         | Marvin                                     |                        |  |
| 2023 |                                         | Go West                                           | narrátor                                   |                        |  |
| 2023 |                                         | Hard Miles                                        | Speedy                                     |                        |  |
| 2023 |                                         | The Shift                                         | Gabriel                                    |                        |  |
| 2023 |                                         | Holiday Twist                                     | Whitmer                                    |                        |  |
| 2023 |                                         | The Man in the White Van                          | William                                    |                        |  |
| 2024 |                                         | Man and Witch: The Dance of a Thousand Steps      | Dog                                        |                        |  |
| 2025 | A szerelem fáj                          | Love Hurts                                        | Cliff Cussick                              | Kerekes József         |  |

## Könyve magyarul
- Sean Astin–Joe Layden: Csavardi Samu története. A Gyűrűk Ura egy színész szemével; ford. Szűr-Szabó Katalin; Európa, Bp., 2005

## Fordítás
- Ez a szócikk részben vagy egészben  a   Sean Astin című angol Wikipédia-szócikk fordításán alapul.  Az eredeti cikk szerkesztőit annak laptörténete sorolja fel. Ez a jelzés csupán a megfogalmazás eredetét és a szerzői jogokat jelzi, nem szolgál a cikkben szereplő információk forrásmegjelöléseként.